# Педан, Александр Леонтьевич
Александр Леонтьевич Педан (1927 — ?) — начальник Амвросиевского цементного комбината Министерства промышленности строительных материалов Украинской ССР, Герой Социалистического Труда (4 марта 1976).
Родился 20 августа 1927 года в Амвросиевке.
Образование: окончил Амвросиевский индустриальный техникум по специальности техник-механик (1948) и Высшие инженерные курсы в Москве (1960).
С 1948 года и до выхода на пенсию работал на Амвросиевском цементном комбинате:
- 1948 механик печей
- 1950 начальник цеха
- 1951 старший инженер отдела главного механика
- 1953 главный механик завода № 1
- 1954 главный механик комбината
- 1968—1989 начальник комбината.

В период его руководства предприятие стало одним из лучших в строительной отрасли. Годовой объем производства вырос до 3 млн. 900 тыс. тонн, выпускалось 13 видов цемента.
Герой Социалистического Труда (04.03.1976). Заслуженный строитель Украинской ССР.
На доме, где он жил, установлена памятная табличка, его именем назван сквер в центре Амвросиевки.